# Кунашовка
Кунашо́вка (укр. Кунашівка) — село в Нежинском районе Черниговской области Украины. Население 563 человека. Занимает площадь 1,55 км².
Код КОАТУУ: 7423385901. Почтовый индекс: 16646. Телефонный код: +380 4631.

## Власть
Орган местного самоуправления — Кунашовский сельский совет. Почтовый адрес: 16646, Черниговская обл., Нежинский р-н, с. Кунашовка, ул. Ленина, 23.

## Люди
Подвойский, Николай Ильич